# Сидарта Гаутама
Сидарта Гаутама (на санскриту) или Сидата Готама (на палију), који се најчешће назива Буда (око 566. п. н. е. до 486. п. н. е.) био је мудрац и путујући учитељ који је живео на подручју данашње северне Индије и Непала. Оснивач је будизма, светске религије која се простире углавном у јужној, источној и југоисточној Азији.
Рођен је у малој републици Шакја, у подножју Хималаја (данашњи Непал и Индија), као припадник владајуће касте. Није био краљевић, како гласи легенда, већ млади племић који је, гоњен мислима о човековој крхкости и патњи, отишао у испоснике. После периода трагања, у 35. години живота, доживео је искуство које га је из корена променило и од тада је познат као Буда („Будни“), или Шакјамуни, мудрац из Шакје.
Према сопственим речима, за живота је постигао потпуну будност, односно ослобођење ума. Проповедајући о свом искуству, привукао је мноштво присталица у североисточној Индији. Основа Будиног учења лежи у вежбању и овладавању умом и претежно се бави описивањем природе ума, истраживањем различитих његових карактеристика, као и разради начина на који се може мењати и ослободити.
Сам Буда не проповеда никакву религију, него се према њој односи критички. У своје време је био познат као „рушилац“ и противник свих верских система, божанских планова света, и гледишта о прошлости и будућности. Школа коју је основао за његова живота се називала „аналитичка теорија“ (vibhađđa-vada). Суштина његовог учења, како је упорно понављао, је искључиво анализа патње.
Када је умро, у 80. години живота, иза себе је оставио добро учвршћену монашку заједницу, која се назива санга.
У теравада будизму се поштује као последњи у низу од 28 Буда. У хиндуизму се поштује као девети и претпоследњи аватар бога Вишнуа.

## Биографија
Датирање Будиног рођења варира између 624. и 445. године пре нове ере. Сидарта Гаутама је рођен око 560. п. н. е. у малој републици Сакја, у месту Лумбини на северу Индијског полуострва (садашњи јужни Непал), у време када је то подручје било једно од средишта интелектуалне и духовне делатности. Сидартин отац је био члан савета републике Шакја, а он је себе описивао као кшатрију, члана владајуће касте.
Према каснијој будистичкој легенди, Буда је био краљевски син, а његов отац, Судодана Гаутама, је био раџа (краљ) племена Сакја. Судоданина престоница је био град Капилавасту у подножју Хималаја. Мајка му је била краљица Маја, кћи краљева ујака који је такође био краљ суседног подручја истог Шакја племена.
У будистичким животописима, митологија претеже до тачке где Буду прегвара у прототип "божанског човека" у складу са индуском традицијом, који има бројне заједничке особине са савршеним људима у другим религијским традицијама.

### Рођење
Према митској верзији, краљ и краљица дуго година нису имали деце, све док једне ноћи краљица Маја није уснила необичан сан у којем је видела како јој будући Буда као бели слон улази у утробу, након чега је затруднела. До порођаја је дошло у шумарку Лумбини, за време Маха Мајиног путовања између Капилаватхуа и њеног родитељског дома. Дворјани који су се затекли уз њу отпратили су мајку и дете натраг у Капилаватху. Краљево је весеље било изузетно и сина је назвао Сидхарта, што значи „свака жеља испуњена“. Међутим, на краљеву двору, срећу је убрзо затамнила туга, јер је краљица Маја преминула након седам дана. Њена млађа сестра, Махапрађапати, усвојила је дете и неговала га с љубављу.

### Млади племић
Према предању, пустињак Ашита, који је живео у оближњим планинама, сишао је до двора да види дете, и тада је изрекао следеће пророчанство: „Овај ће краљевић, ако остане на двору, кад одрасте постати велик краљ и подјармиће читав свет. Али, ако напусти дворски живот и посвети се вери, постат ће Буда, спаситељ света“. Пошто се његовом оцу више свиђало прво пророчанство, млади племић је био обасут најбољим стварима како у свом животу не би познавао незадовољство и непријатне ствари. Његов отац је изградио три палате у којима је Сидарта проводио све своје време окружен раскоши. У шеснаестој години, принц Сидарта оженио је две принцезе и водио је безбрижан живот у родитељској палати. Према другом предању, у шеснаестој (или деветнаестој) години је ожењен за прелепу младу принцезу Јасодару, кћи Супрабуде, владара дворца Девадаха и брата покојне краљице Маје.
Међутим, Сидарта је временом почео све више да размишља и желео да види како изгледа „прави“ живот изван зидова палата. Излазећи из палате, наишао је на три неизбежна зла која људском роду наносе патњу: старост, болест ни смрт. Када је кришом са слугом изашао из дворца, на своје велико изненађење видео је старца, болесника и леш који су носили на спаљивање. Упитао је свог слугу за објашњење. Речено му је да сви људи старе, обољевају и умиру. То је био нормалан ток живота чак и ако је неко богат или сиромашан, леп или ружан, учен или нешколован. Сама помисао да овако страшна судбина погађа сва жива бића потресла је Сидарту дубоко. Суочен са стварношћу живота и патњом људи, почео је да размишља о путу који води изван те свеопште патње. Приликом следећег напуштања замка, Сидарта је у пролазу видео једног спокојног и прибраног аскету. Ганут његовом мирноћом и једноставном одећом дуго време га је пратио погледом. Упитао је слугу ко је то и било му је речено да је то један монах који се добровољно одрекао своје имовине, да би живео скроман живот усмерен духовном буђењу.

### Лутање и пробуђење
У 29. години живота, кад су се родио син првенац, Сидарта је, место очекиваним одушевљењем, одговорио: „Родио ми се оков (рахуло)“. Те ноћи је побегао (пабађа) од своје породице и постао испосник, а сину је остало име Рахула. Након „одметања од света“, придружио се једној од аскетских секти „неспутаних“, како су се тада називали ђаини. Живео је претежно на подручју државе Магаде, чији је владар, Бимбисаро, био заштитник ђаина. Према предању, он је приметио долазак младог аскете Готаме у своју престоницу Рађагаху (данашњи Рађгир), упознао га и постао му одушевљени помагач, веран до смрти.
Готама је годинама као аскета тумарао долином Ганга, сретао чувене верске учитеље, проучавао и следио њихове системе и подвргавао себе најстрожем аскетизму. У Бенаресу је студирао под вођством два веома цењена учитеља, Арада Каламе и Удрака Рамапутре. Након што је неко време вежбао, схватио је да њихово учење не даје решење за проживљавање патње. Након тога, сам је наставио живот пун строгости и одрицања. Крстарио је Индијом, живео далеко од друштва сам у шумама и хранио се веома оскудно поставши тако мршав да је малтене умро. Храбрио је себе мишљу да „ниједан аскета у прошлости није, као ни у садашњости, а ниједан неће у будућности вежбати озбиљније од мене“. А опет, притом није стекао никакву духовну корист.
Након шест година одлучио је да се окани екстремног аскетизма, увидевши да прочишћење духа не може постићи телесним средствима. Отишао се окупати у реци и прихватио је зделу млека из руку Суђате, девојке која је живела у оближњем селу. Пет другова с којима је заједно живео током шест година аскетских вежби ужаснули су се како је могао узети млеко из руку девојке; мислили су да је пропао и оставили га. Тако је остао сам. Напустио је сва традиционална веровања и методе и кренуо сопственим путем. Стигавши у земљу Магадха, одлучио да медитира седећи под једним дрветом (од тада познатим као Боди дрво – „дрво мудрости“) на обали реке Неранђаре у близини данашње Гаје, у индијској држави Бихар), све док не постигне пробуђење или премине. Говорио је себи: „Крв може исцурити, месо се може распасти, кости се могу раставити, али ја нећу напустити ово место док не нађем пут према пробуђењу“. Предање приповеда о напорима које је уложио Мара, или Зли, не би ли га одвратио од његовог циља, али безуспешно. Провео је ту ноћ у дубокој медитацији, да би у освит дана, кад се јутарња звезда појавила на источном небу, краљевићев ум постао јасан и сјајан попут блистајуће зоре. Од тада се назива Буда („Будни“). Тада му је било 35 година.

### Проповедање и оснивање санге
Након пробуђења, прво је отишао у Варанаси, да би оној петорици просјака с којима је живео током шест година аскетског живота, у Јелењем парку одржао своју прву беседу о четири племените истине; она је постала позната као Беседа о покретању точка дарме. Саслушавши га и поверовавши му, постали су његови први следбеници. После те прве проповеди у Бенаресу, заједница обраћених спектакуларно је нарасла, привлачећи свештенике, краљеве и аскете.
Од тог дана, наредних 45 година је проповедао по разним местима дуж тока Ганга у североисточној Индији: у Бенаресу, Урувели, Рађагахи, Весали, Саватхију, Косамби и Капилаватхуу. Подучавао је мушкарце и жене свих слојева – краљеве и сељаке, брамане и отпаднике из кастинског система, имућне и просјаке, свеце и разбојнике – не правећи ни најмању разлику међу њима. Није признавао било какве друштвене разлике, а пут о којем је проповедао био је приступачан свим мушкарцима и женама спремним да га следе. Буда и његови просјаци, три месеца монсунских киша сваке године проводили су у својеврсним „склоништима од кише“; остатак године посвећивали су путовањима од села до села, уз краткотрајно задржавање, проповедајући у сваком селу и упуштајући се у расправе са другим проповедницима. Постао је високо цењени духовни вођа и краљеви два највећа града Косала и Магада су постали његови ученици заједно са многим другим људима из свих друштвених слојева. У почетку, Будин отац, краљ Судодана, још увек патећи у себи због синовљеве одлуке да напусти престо, држао се уздржано, али је потом постао његов верни ученик. Махапрађапати, Будина помајка, и принцеза Јашодхара, његова жена, и многи други из племена Сакја постадоше његови верни пратиоци.
Буда није био поштеђен љубоморе ривала, нити апсурдних диспута међу монасима. Према одређеним изворима, његов рођак Девадата покушао је да га убије како би постао наследник на челу монашке заједнице (сангхе). Девадата је изазвао први раскол, одвукавши са собом пар стотина монаха.

### Коначна нирвана
Учитељ Готама је умро у осамдесетој години од лошег варења. Такви детаљи, инсистирају научници, сувише су неугодни да би били измишљени. Сходно томе, могли би бити историјски тачни.
Када је досегао осамдесету годину, у Ваисали, на путу из Рађагрихе у Шравасти, разболео се. И даље је путовао, док није дошао до Паве, где се озбиљно разболео од неке хране коју му је понудио Чунда, ковач. На крају, упркос великој боли и слабости, дошао је до шуме која је граничила с Кусинагаром (у данашњој индијској држави Утар Прадеш). Легавши у „псећи положај“ (на бок) између два велика стабла, обраћајући се последњи пут својим ученицима, Буда је рекао:
Направите светло од себе. Ослоните се на себе: не зависите ни о ком другом. (...) После моје смрти, дарма би требало да буде ваш учитељ. (...) Током последњих четрдесет и пет година свога живота нисам затомио ништа од свога учења. Нема никаква тајног учења, никаква скривена смисла; све је предавано отворено и јасно. Драги моји ученици, ово је крај. За који тренутак прећи ћу у нирвану. Ово су моја упутства.
Под вођством Ананде, Будина омиљеног ученика, његови пријатељи спалили су тело у Кусинагари. Седам оближњих владара, као и краљ Ађатасатру, тражило је да им се подели пепео. Краљ Кусинагаре у почетку је одбијао и расправа је готово завршила ратом; али на савет мудрог човека званог Дрона, криза се смирила и пепео је раздељен међу осам великих земаља. Пепео погребне ломаче, као и земљана посуда у којој су били остаци, даровани су двојици осталих владара. Потом су на разним странама изграђене ступе као светилишта у којима се чувају његови посмртни остаци.

## Учење
Свако је сам себи водич. Зар би ико други могао то бити?
У многим забележеним говорима, Буда се користи не-аристотеловском логиком која не признаје принцип искључења трећег, услед чега надилази и афирмацију и негацију. Ради се о одбацивању просте алтернативе ако не А, онда не-А, што је водило смелим спекулацијама.

### Карма
Закон карме или узрока и последице делује и у моралним и физичким димензијама људског живота. Човек робује том циклусу последица добрих и злих дела.

### Реинкарнација
Кроз реинкарнацију или препорађање сва људска бића сносе последице својих дела. Вредност њиховог дела, њиховог говора и мисли у прошлим животима одређује околности њиховог поновног рођења.

### Ослобађање од карме
Разумевањем људског положаја (затвореност у процесу карме) и покоравањем правим условима, могуће је прекорачити људско стање. Тиме се постиже ослобађање од унутрашње моћи карме и поновно усмеравање живота. Тако почиње нов процес којим се може створити такозвана добра карма, а њене се добре последице осећају у себи и у другима.

### Четири племените истине
Будино учење укратко је изложено у Четири племените истине:
1. Опште људско искуство је патња, духовна, емоционална и физичка – последица прошле карме.
2. Узрок такве патње је чежња, посезање за погрешним стварима, или за правим стварима на погрешан начин. Основни људски проблем јесте погрешно примењен осећај за вредности, којим се стварима или особама приписује вредност коју они не могу издржати. Ништа у материјалном свету није вредно крајњег поштовања.
3. Могуће је укинути патњу.
4. До престанка патње води Племенити осмороструки пут

### Племенити осмороструки пут
Племенити осмороструки пут чине:
- исправно разумевање
- исправна намера
- исправни говор
- исправно поступање
- исправно живљење
- исправан напор
- исправна свесност
- исправна концентрација

Осам ставки пута могу се сврстати у три групе:
- прве две под мудрост или разумевање
- следеће три под етичко понашање
- последње три под прочишћавање ума.

### Нирвана
Циљ живота је Нирвана. Она није уништавање себе, већ је преображен облик људске свести, независна стварност с властитим динамизмом. Она је радикално друга од материјалног света - она је вечно краљевство, крајње поуздано истинско уточиште.